# 里斯托拉
里斯托拉（法語：Ristolas）是法国上阿尔卑斯省的一个市镇，位于该省东部，和意大利接壤，属于布里扬松区。该市镇的总面积为82.18平方公里，2009年时的人口为86人。

## 人口
里斯托拉人口变化图示
| 数据来源：INSEE |